# Serge Valletti
Pour les articles homonymes, voir Valletti.
Serge Valletti est un comédien, auteur de théâtre et scénariste français né en 1951 à Marseille.

## Biographie
Serge Valletti est admis au Lycée Thiers où il effectue sa scolarité. Il écrit sa première pièce, Les Brosses, en 1969, et entame ainsi une carrière riche de plus de 30 œuvres.
Pour éviter le service militaire, il devance l'appel afin de prouver sa bonne volonté, mais il simule une allergie à la couleur kaki qui l'empêche de manger. Après onze jours de jeûne, il est réformé comme il l'espérait.
Ses travaux les plus récents s'articulent autour d'une traduction-adaptation de l'œuvre complète d'Aristophane, Toutaristophane.
Présentées au public lors des Nuits de Fourvière en 2011, les pièces Reviennent les lucioles et La Stratégie d'Alice sont les premières sur lesquelles Valletti se penche. Le projet reprend lorsque l'idée de terminer la traduction lui a est proposée pour Marseille-Provence 2013 afin d'y être présentée mais, devant la somme de travail demandée, il revoit ses objectifs à la baisse et, sur un rythme plus modeste, c'est en 2015 et à nouveau aux Nuits de Fourvière qu'il termine cette réécriture des pièces d'Aristophane,.
Il participe à l'écriture de plusieurs scénarios de films.

## Œuvres
- Les Brosses, 1969
- Au-delà du Rio, 1976
- Renseignements Généraux, 1985
- Au Bout du Comptoir, la Mer !, 1986
- Saint-Elvis, suivi de Carton plein, 1990
- Six solos, 1992
- Papa, folie en cinq actes, 1992
- Domaine ventre, 1992
- Pourquoi j'ai jeté ma grand-mère dans le Vieux-Port, 1995
- Le jour se lève, Léopold ! Suivi de Souvenirs assassins, L'Atalante, coll. « Bibliothèque de la chamaille », 1998
- Si vous êtes des hommes !, L'Atalante, coll. « Bibliothèque de la chamaille », 1998
- Réception, 2000
- Monsieur Armand dit Garrincha, suivi de Sixième solo, L'Atalante, coll. « Bibliothèque de la chamaille », 2001
- Un cœur attaché sous la lune, suivi de Poeub, L'Atalante, coll. « Bibliothèque de la chamaille », 2002
- Fatigues et limaçons suivi de Le Nègre au sang, L'Atalante, coll. « Bibliothèque de la chamaille », 2003
- Cinq duos, L'Atalante, coll. « Bibliothèque de la chamaille », 2004
- Six solos, L'Atalante, coll. « Bibliothèque de la chamaille », 2004
- Le Nègre de sang, 2004
- Pour Bobby suivi de Autour de Martial, L'Atalante, coll. « Bibliothèque de la chamaille », 2004
- Villeggiatura , avec Jean-Christophe Bailly, L'Atalante, coll. « Bibliothèque de la chamaille », 2005
- Je suis l'ami du neveu de la fille de l'ami intime du fils du voisin de Paul Cézanne, L'Atalante, coll. « Bibliothèque de la chamaille », 2006
- Jésus de Marseille suivi de Psychiatrie-Déconniatrie, L'Atalante, coll. « Bibliothèque de la chamaille », 2007
- Conseil municipal, 2007
- Saint Elvis suivi de Carton plein, L'Atalante, coll. « Bibliothèque de la chamaille », 2008
- Sale Août, L'Atalante, coll. « Bibliothèque de la chamaille », 2010
- Roméa et Joliette suivi de À plein gaz, L'Atalante, coll. « Bibliothèque de la chamaille », 2011
- Je m'en rappelle - 579 impressions marseillaises, L'Atalante, coll. « Bibliothèque de la chamaille », 2015
- Pourquoi j'ai jeté ma grand-mère dans le Vieux-Port, L'Atalante, coll. « Bibliothèque de la chamaille », 2015
- Sacre Bonhomme - On entend les flûtes au loin, L'Atalante, coll. « Bibliothèque de la chamaille », 2016

Toutaristophane
- Cauchemar d'homme, suivi de L'Argent, L'Atalante, coll. « Bibliothèque de la chamaille », 2012
- Reviennent les lucioles !, suivi de La Stratégie d'Alice, L'Atalante, coll. « Bibliothèque de la chamaille », 2012
- Las Piaffas, suivi de Fameux carnaval, L'Atalante, coll. « Bibliothèque de la chamaille », 2013
- À la paix, suivi de Affaire guêpes, L'Atalante, coll. « Bibliothèque de la chamaille », 2013
- Idées fumantes, suivi de Les Marseillais, L'Atalante, coll. « Bibliothèque de la chamaille », 2014
- Toutaristophane - Histoire d'une traduction, L'Atalante, coll. « Bibliothèque de la chamaille », 2017

## Filmographie
- 1979 : Subversion de Stanislav Stanojevic
- 1979 : Les Égouts du paradis de José Giovanni
- 1981 : L'Ombre rouge de Jean-Louis Comolli
- 1982 : Mamma de Suzanne Osten
- 1983 : Balles perdues de Jean-Louis Comolli
- 1984 : L'Agenda, téléfilm de Geneviève Bastid
- 2014 : Au fil d'Ariane de Robert Guédiguian
- 2017 : La Villa de Robert Guédiguian
- 2023 : Et la fête continue ! de Robert Guédiguian
- 2025 : La Pie voleuse de Robert Guédiguian

## Distinctions
- En 2009, Serge Valletti reçoit le prix de la SACD[5].